# Armand Samuel de Marescot
Pour les articles homonymes, voir Marescot.
Armand Samuel, marquis de Marescot, né à Tours le 1er mars 1758, mort le 5 novembre 1832 au château de Chaslay, près de Montoire (Loir-et-Cher), est un général français de la Révolution et de l’Empire.

## Vie

### Formation
Il fut élève au collège de La Flèche, puis à l'École militaire de Paris, aspirant à l'École du génie le 11 mai 1776, et enfin sous-lieutenant du génie à l'École royale du génie de Mézières le 1er janvier 1778. Il sortit de cette école le 13 janvier 1784 en qualité de lieutenant en premier, et passa capitaine le 1er avril 1791 à Lille.
Il se marie avec Cécile d'Artis, dame héritière de Thiézac, et il aura une fille, Joséphine, décédée jeune et un fils Samuel, militaire, mort jeune.

### Officier de l'armée du Nord
En qualité  d'officier du génie à l'armée du Nord, il se trouve impliqué le 29 avril 1792 à l'affaire du Pas-de-Baisieux, où les troupes françaises en déroute se retournent contre leurs chefs. Le général Théobald Dillon est tué d'un coup de pistolet à la tête, tandis que son aide de camp, Pierre Dupont de l'Étang, est blessé en tentant de le sauver, et son frère Pierre Antoine Dupont-Chaumont reçoit un coup de pistolet au bras. Le colonel du génie Berthier est pendu aux créneaux de Lille et Marescot faillit lui aussi être massacré.
Il contribue à mettre Lille en état de défense. Blessé pendant le bombardement d’octobre 1792, il se distingue pendant la durée du siège mémorable que soutint cette place. L'armée française s'étant ensuite portée en Belgique, le capitaine Marescot y suit le général Champmorin en qualité d'aide de camp, et assiste au siège d'Anvers, où il sert comme officier de son arme, et à sa prise le 29 novembre 1792. La défaite de Nerwinden ramène l'armée française sur la frontière du Nord. Marescot refuse de suivre le général Dumouriez qui passait à l'ennemi : il rentre dans Lille, et parmi les travaux de défense qu'il y fait alors exécuter, on cite la ligne de la Deûle, le canal de Lille à Douai, et le camp retranché de La Madeleine, devant Lille, pour un corps de 15 à 18 000 hommes. Dénoncé ensuite par le club des Jacobins de Lille, il est rappelé à Paris, mais bientôt justifié, il est envoyé au siège de Toulon avec le grade de chef de bataillon. Il dirige les travaux d'approche, est blessé aux avant-postes et pénètre un des premiers dans la grande redoute britannique. Il connaît là Napoléon Bonaparte et a avec lui, après la prise de cette ville, une vive altercation.
En 1794 il prend le commandement du génie à Maubeuge en remplacement de Dabadie, met cette place en état de défense et fut chargé de la direction du siège de Charleroi du 28 mai au 13 juin 1794. Il est chargé de l'attaque de Landrecies, dont il s'empare après sept jours de tranchée ouverte. Le 26 juin il contribue au gain de la bataille de Fleurus, et sa belle conduite lui mérite bientôt le titre de colonel le 19 juillet 1794. Puis il commande le génie au siège du Quesnoy qui capitule le 15 août, sert au siège de Valenciennes, puis à celui de Condé. Nommé général de brigade le 1er septembre 1794, il dirige les travaux du siège de Maastricht. Il s'en empare le 3 novembre et est élevé au grade de général de division le 8 novembre.
Porté sur la liste des émigrés, ses biens confisqués et mis en vente, il en est rayé grâce à l'intervention de Carnot, et rentre en possession de ses propriétés.

### Gouverneur militaire en Allemagne
Nommé inspecteur général du génie le 21 mars 1795, il est envoyé à Bayonne commander le génie de l'armée des Pyrénées occidentales. Il y arrive le 18 mai, fait démolir les fortifications de Fontarabie et est nommé commandant des pays conquis. Parti ensuite pour l'Allemagne, il est nommé commandant de Landau le 16 avril 1796. Il défend cette place avec beaucoup de talent, repoussant une attaque de Hotze en octobre 1796, puis il sert à la défense du fort de Kehl. Nommé commandant en chef du génie de l'armée du Rhin, il sert au passage du Rhin à Kehl le 20 avril 1797. Il est ensuite nommé successivement commandant en chef du génie de l'armée d'Allemagne le 28 septembre suivant, du génie de l'armée d'Angleterre le 12 janvier 1798, du génie de l'armée du Danube le 7 mars 1799, du génie de l'armée d'Helvétie et du Danube le 30 avril.
Le 18 septembre 1799 il devient gouverneur de la forteresse de Mayence, puis premier inspecteur général du génie le 5 janvier 1800. Commandant en chef le génie de l'armée de réserve le 8 mars, il fait passer l'armée par le col du Grand-Saint-Bernard et accompagne Bonaparte en Italie. Après le siège du fort de Bard, qu'il dirige, et la victoire de la Marengo, il préside le Comité des fortifications, inspectant les côtes de Rochefort à Walcheren, ainsi que la place d'Anvers. Commandant en chef le génie de l'armée des côtes de l'Océan de 1803 à 1805, il est nommé grand officier de l'Empire en qualité de premier inspecteur général du génie le 6 juillet 1804, puis Grand Aigle de la Légion d'honneur le 2 février 1805. Servant à la Grande Armée, il fait avec distinction la campagne d'Autriche en 1805, assiste à la bataille d'Austerlitz, et est créé comte de l'Empire le 19 mars 1808.

### La guerre d'Espagne
En 1808 il inspecte les places des Pyrénées ainsi que celles de la péninsule ibérique occupées par les troupes françaises, à savoir Cadix, Algésiras et Gibraltar. Il rejoint le général Dupont de l'Étang à Andujar en Espagne le 4 juin, et se trouve à la bataille de Bailén. Il négocie la capitulation, et est tout d’abord retenu prisonnier. Échangé quelques semaines plus tard il s'embarque à Cadix le 16 août pour arriver à Marseille le 1er septembre. Dès le 4, il est arrêté et destitué de ses grades et dignités, et écroué le 27 septembre à la Prison de l'Abbaye à Paris, où il subit une détention de plus de trois ans jusqu’en 1812. Destitué par Napoléon après jugement d’un conseil de guerre, il est exilé à Tours le 1er mars 1812.

### Pair de France

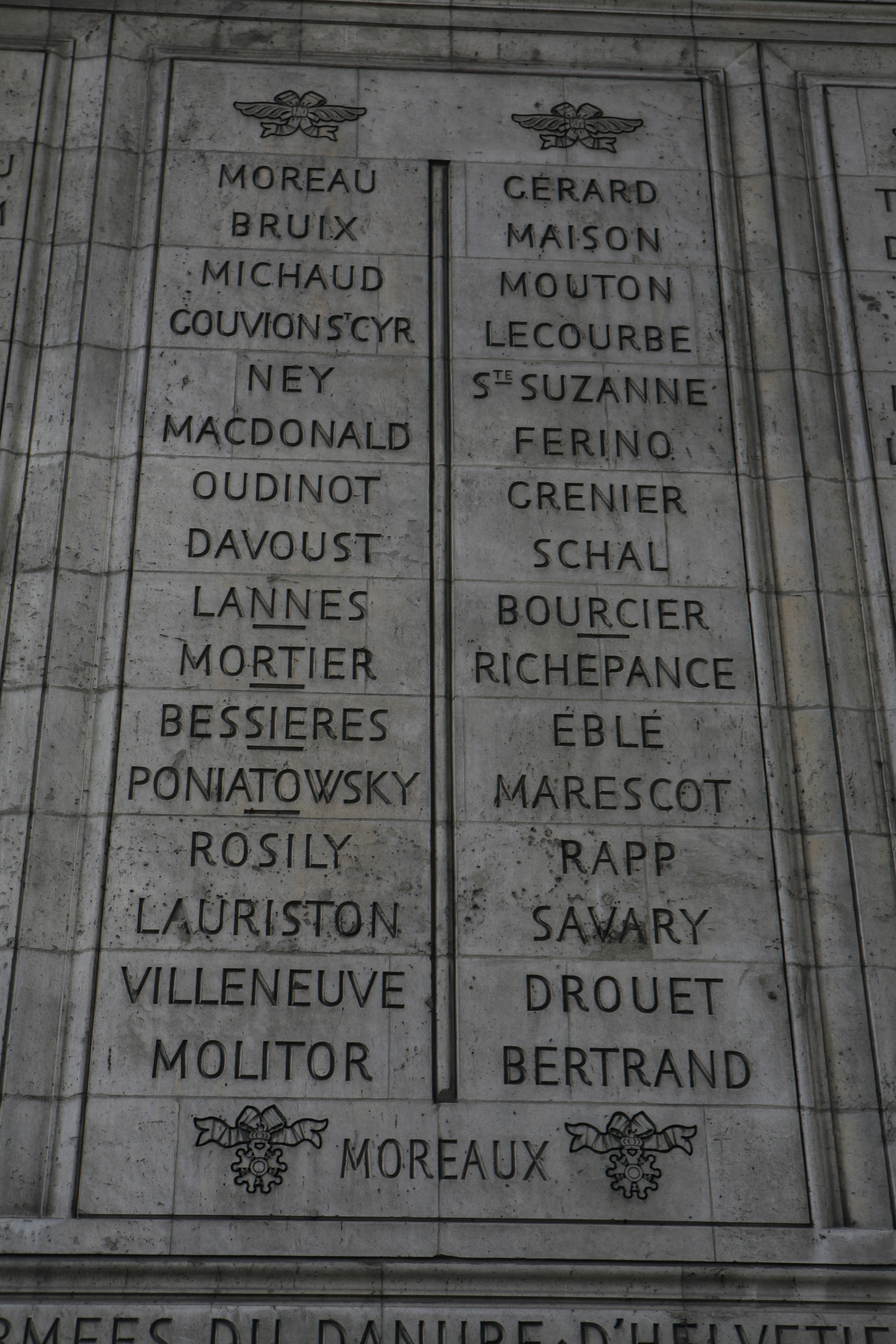
Noms gravés sous l'arc de triomphe de l'Étoile : pilier Est, 13e et 14e colonnes.

Le 8 avril 1814, le gouvernement provisoire le réintègre dans son grade de premier inspecteur général du génie. Le comte d'Artois le nomme ensuite commissaire du roi dans la 20e division militaire à Périgueux, et Louis XVIII le confirme comte le 24 septembre 1814, et le nomme commandeur de Saint-Louis le 27 décembre. Maintenu en activité le 24 mars 1815, il accepte pendant les Cent-Jours, les fonctions d'inspecteur dans l'Argonne et dans les Vosges. Il est mis à la retraite sous la seconde Restauration à partir du 18 octobre 1815, et élevé marquis le 31 juillet 1817. Il voit sa retraite portée de 6 000 à 12 000 francs le 1er juillet 1818. Il entre à la Chambre des pairs le 5 mars 1819, et refuse le 7 février 1831 de faire partie du cadre de réserve.
Il meurt à Montoire le 5 novembre 1832, à l'âge de 74 ans. Son nom figure sur le côté Est de l'Arc de Triomphe.
On a de lui plusieurs ouvrages sur les travaux de son arme.
Il a donné son nom de famille à la promotion 2019 de Nacarats (Secondes) de la Maison d'Éducation de la Légion d'Honneur: la promotion MARESCOT